# Glyptopetalum aquifolium
Glyptopetalum aquifolium là một loài thực vật có hoa trong họ Dây gối. Loài này được (Loes. & Rehder) C.Y.Cheng & Q.S.Ma mô tả khoa học đầu tiên năm 1999.